# Leichtathletik-Europameisterschaften 1990/4 × 400 m der Männer

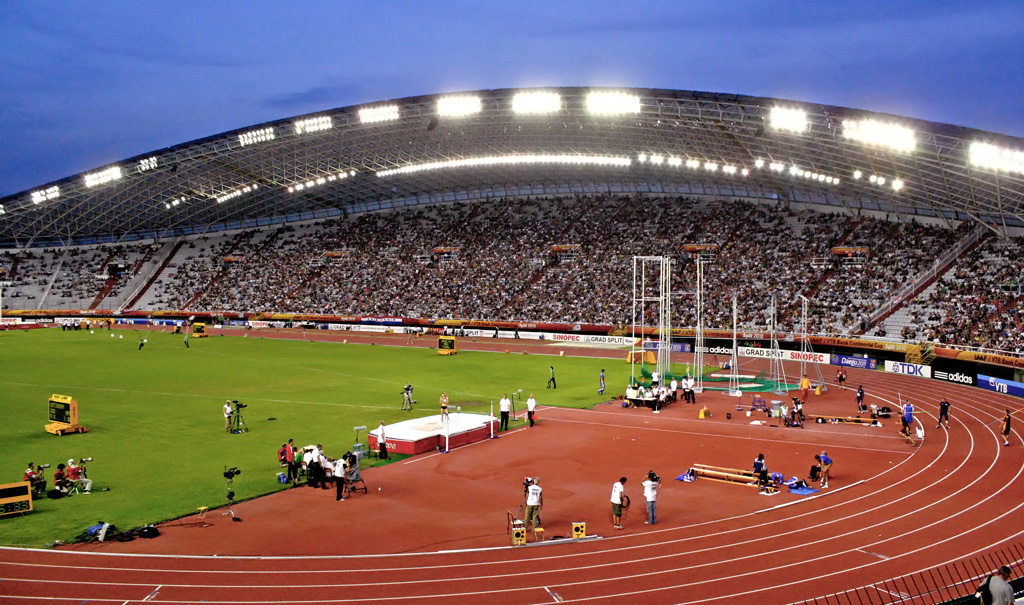
Das Stadion Poljud von Split im Jahr 2010

Die 4-mal-400-Meter-Staffel der Männer bei den Leichtathletik-Europameisterschaften 1990 wurde am 31. und 1. September 1990 im Stadion Poljud in Split ausgetragen.
Europameister wurde Großbritannien in der Besetzung Paul Sanders, Kriss Akabusi, John Regis und Roger Black sowie den im Vorlauf außerdem eingesetzten Brian Whittle und Philip Brown. Mit ihrer Siegerzeit im Finale stellte die britische Mannschaft einen neuen Europarekord auf. Den zweiten Platz belegte die Bundesrepublik Deutschland mit Klaus Just, Edgar Itt, Carsten Köhrbrück und Norbert Dobeleit sowie den im Vorlauf außerdem eingesetzten Ulrich Schlepütz und Jörg Vaihinger. Bronze ging an die DDR mit Rico Lieder, Karsten Just, Thomas Schönlebe und Jens Carlowitz sowie dem im Vorlauf außerdem eingesetzten Jan Lenzke.
Auch die in den Vorläufen für die Medaillengewinner eingesetzten Läufer erhielten entsprechendes Edelmetall. Der Meisterschafts-/Europarekord dagegen stand nur den vier im Finale für Großbritannien gestarteten Läufern zu.

## Rekorde

### Bestehende Rekorde
| Weltrekord           | 2:56,16 min | USA (Vince Matthews, Ron Freeman, Larry James, Lee Evans)                 | OS Mexiko-Stadt, Mexiko   | 20. Oktober 1968  |
| Weltrekord           | 2:56,16 min | USA (Danny Everett, Steve Lewis, Kevin Robinzine, Harry Reynolds)         | OS Seoul, Südkorea        | 1. Oktober 1988   |
| Europarekord         | 2:58,86 min | Großbritannien (Derek Redmond, Kriss Akabusi, Roger Black, Philip Brown)  | WM Rom, Italien           | 6. September 1987 |
| Meisterschaftsrekord | 2:59,84 min | Großbritannien (Derek Redmond, Kriss Akabusi, Brian Whittle, Roger Black) | EM Prag, Tschechoslowakei | 31. August 1978   |

### Rekordverbesserung
Die Europameisterstaffel aus Großbritannien verbesserte den bestehenden EM-Rekord in der Besetzung Paul Sanders, Kriss Akabusi, John Regis und Roger Black im Finale am 1. September um 1,62 Sekunden auf 2:58,22 min und stellte damit gleichzeitig einen neuen Europarekord auf. Zum Weltrekord fehlten dem Quartett 2,06 s.

## Legende
Kurze Übersicht zur Bedeutung der Symbolik – so üblicherweise auch in sonstigen Veröffentlichungen verwendet:
| ER | Europarekord       |
| CR | Championshiprekord |

## Vorrunde
31. August 1990
Die Vorrunde wurde in zwei Läufen durchgeführt. Die ersten drei Staffeln pro Lauf – hellblau unterlegt – sowie die darüber hinaus beiden zeitschnellsten Staffeln – hellgrün unterlegt – qualifizierten sich für das Finale. Bei nur neun Teams musste nur eines von ihnen ausscheiden.

### Vorlauf 1
| Platz | Staffel        | Besetzung                                                                      | Zeit (min) |
| ----- | -------------- | ------------------------------------------------------------------------------ | ---------- |
| 1     | Italien        | Andrea Montanari Alessandro Aimar (Vorlauf) Fabio Grossi (Vorlauf) Andrea Nuti | 3:04,08    |
| 2     | Großbritannien | Brian Whittle (Vorlauf) Kriss Akabusi Paul Sanders Philip Brown (Vorlauf)      | 3:04,32    |
| 3     | Sowjetunion    | Alexei Petuchow (Vorlauf) Alexei Basarow Aivar Ojastu Dmitri Golowastow        | 3:04,74    |
| 4     | Frankreich     | Olivier Noirot Christophe Zapata Patrick Barré Stéphane Diagana                | 3:05,18    |
| 5     | Polen          | Mariusz Rzadzinski Paweł Woźniak Wojciech Lach Tomasz Jedrusik                 | 3:06,51    |

### Vorlauf 2
| Platz | Staffel        | Besetzung                                                                        | Zeit (min) |
| ----- | -------------- | -------------------------------------------------------------------------------- | ---------- |
| 1     | BR Deutschland | Klaus Just Ulrich Schlepütz (Vorlauf) Jörg Vaihinger (Vorlauf) Carsten Köhrbrück | 3:03,89    |
| 2     | Jugoslawien    | Dejan Jovković (Vorlauf) Nenad Djurovic Ismail Macev Slobodan Popovic            | 3:04,04    |
| 3     | DDR            | Jan Lenzke (Vorlauf) Rico Lieder Thomas Schönlebe Jens Carlowitz                 | 3:04,55    |
| 4     | Spanien        | Manuel Moreno (Vorlauf) Antonio Sánchez Moises Fernandez José Luis Palacios      | 3:05,90    |

## Finale
1. September 1990
| Platz | Staffel        | Besetzung | Zeit (min)    |
| ----- | -------------- | --- | ------------- |
| 1     | Großbritannien | Paul Sanders Kriss Akabusi John Regis (Finale) Roger Black (Finale) im Vorlauf außerdem: Brian Whittle Philip Brown            | 2:58,22 ER/CR |
| 2     | BR Deutschland | Klaus Just Edgar Itt (Finale) Carsten Köhrbrück Norbert Dobeleit (Finale) im Vorlauf außerdem: Ulrich Schlepütz Jörg Vaihinger | 3:00,64       |
| 3     | DDR            | Rico Lieder Karsten Just (Finale) Thomas Schönlebe Jens Carlowitz im Vorlauf außerdem: Jan Lenzke                              | 3:01,51       |
| 4     | Italien        | Andrea Montanari Vito Petrella (Finale) Roberto Ribaud Andrea Nuti (Finale) im Vorlauf außerdem: Alessandro Aimar Fabio Grossi | 3:01,78       |
| 5     | Jugoslawien    | Nenad Djurovic Slobodan Popovic Ismail Macev Slobodan Branković (Finale) im Vorlauf außerdem: Dejan Jovković                   | 3:02,46       |
| 6     | Spanien        | Antonio Sánchez Cayetano Cornet (Finale) Moises Fernandez José Luis Palacios im Vorlauf außerdem: Manuel Moreno                | 3:02,74       |
| 7     | Frankreich     | Christophe Zapata Stéphane Diagana Patrick Barré Olivier Noirot                                                                | 3:03,33       |
| 8     | Sowjetunion    | Dmitri Golowastow Alexei Basarow Vadim Zadoinov (Finale) Aivar Ojastu im Vorlauf außerdem: Alexei Petuchow                     | 3:05,17       |

## Videolink
- 1990 European Athletics Championships Men's 4x400m final, www.youtube.com, abgerufen am 22. Dezember 2022